# عنوان اشرافی
عنوان اشرافی یک نوع عنوان متعلق به طبقهٔ اشراف است که برای توصیف جایگاه اعضای آن به‌کار می‌رود. ریشهٔ بسیاری از عنوان‌های اشرافی، مثلاً در اروپا، به قرون وسطی و عصر فئودالیسم بازمی‌گردد. عناوین اشرافی هر جامعه ممکن است با جوامع دیگر متفاوت باشد؛ اما بسیاری از آنها در شکل و ارزش با هم شباهت دارند. همچنین عناوین اشرافی ممکن است به عنوان پاداش توسط حاکم به افراد اعطا شوند؛ مانند عنوان میرزا در ایران.

## فهرست عناوین اشرافی
یک عنوان اشرافی در حقیقت نامی است که فردی از طبقهٔ اشراف را معرفی می‌کند؛ از این‌رو عنوان‌های اشرافی همان مقام‌های اشرافی هستند. فهرست کامل عناوین اشرافی در تاریخ به شرح زیر است:
- در ایران:
  - واسپوهر
  - دهقان
  - امیر
  - بیگ، بیگم
  - خان، خاتون
  - بیگلربیگی
  - میرزا
  - بهادر
- در اروپا:
  - آرشیدوک، آرشیدوشس
  - دوک بزرگ، دوشس بزرگ
  - دوک، دوشس
  - مارکی، مارکیز
  - اینفانته
  - مارگراف
  - کنت، کنتس
  - ویکنت، ویکنتس
  - بارون، بارونس
  - شوالیه، دام
  - ادلر
  - لرد
  - کنیاز
  - وویوود
  - بویار
- در آسیا:
  - شیخ
  - پاشا
  - چلبی
  - راجه، رانی
  - یانگبان
- در ژاپن
  - شوگون
  - دایمیو
  - هاتاموتو
  - سامورایی
  - کازوکو
  - کوگه